# Pseudosparianthis accentuata
Pseudosparianthis accentuata är en spindelart som beskrevs av Lodovico di Caporiacco 1955. Pseudosparianthis accentuata ingår i släktet Pseudosparianthis och familjen jättekrabbspindlar.
Artens utbredningsområde är Venezuela. Inga underarter finns listade i Catalogue of Life.